# William Maxwell, 1. Baronet
Sir William Maxwell, 1. Baronet (* um 1635; † April 1709), war ein schottisch-britischer Adliger und Großgrundbesitzer.
Er war der zweite Sohn des William Maxwell, aus dessen Ehe mit Margaret McCulloch of Myretown. Er gehörte dem Clan Maxwell an und war ein Ur-ur-ur-ur-ur-urenkel eines jüngeren Sohnes des 1. Lord Maxwell.
Nachdem sein Vater 1670, sein älterer Bruder John 1668 und dessen einziger Sohn William 1671 gestorben waren, erbte er die Ländereien seiner Eltern in und um Monreith in Wigtownshire, einschließlich des aus dem Nachlass seiner Mutter stammenden Familiensitzes Myrton Castle.
Am 8. Januar 1681 wurde ihm in der Baronetage of Nova Scotia der erbliche Adelstitel Baronet, of Monreith in the County of Wigtown, verliehen.
Er war zweimal verheiratet, in erster Ehe mit Joanna McDouall, Tochter des Patrick McDouall of Logan, und nach deren Tod in zweiter Ehe mit Elizabeth Hay, Tochter des Thomas Hay of Park (1616–1683). Aus zweiter Ehe hatte er acht Kinder:
- Isabel Maxwell, ⚭ William Stewart, of Castle Stewart († nach 1713)
- Mary Maxwell († 1767), ⚭ Thomas Hay, of Park († 1733)
- zwei weitere Töchter, die jung starben
- William Maxwell († 1707)
- Sir Alexander Maxwell, 2. Baronet († 1730), ⚭ Lady Jean Montgomerie
- John Maxwell, ⚭ Mary McGhie
- Elizabeth Maxwell, ⚭ Andrew Heron, of Bargaly († 1730)

Als er im April 1709 starb, war sein ältester Sohn William bereits 1707 im Fluss Nith ertrunken, deshalb beerbte ihn sein Sohn Alexander als 2. Baronet.